# 9-aminoacridină
9-aminoacridina este un compus organic foarte fluorescent, fiind utilizat ca antiseptic topic și experimental ca mutagen, ca indicator de pH intracelular și ca matrice în MALDI.